# Xunqueira de Espadanedo
Xunqueira de Espadanedo (spanisch Junquera de Espadañedo) ist eine spanische Gemeinde (Concello) mit 673 Einwohnern (Stand: 2024) in der Provinz Ourense der Autonomen Gemeinschaft Galicien.

## Geografie
Xunqueira de Espadanedo liegt ca. 20 Kilometer ostsüdöstlich der Provinzhauptstadt Ourense in einer durchschnittlichen Höhe von ca. 680 m.

## Bevölkerungsentwicklung der Gemeinde
Legende: Junquera de Espadañedo___Xunqueira de Espadañedo___Xunqueira de Espadanedo

Quelle: INE-Archiv – grafische Aufarbeitung für Wikipedia

## Gemeindegliederung
Die Gemeinde Xunqueira de Espadanedo ist in vier Parroquias gegliedert:
| Parroquias              | Patrozinium | Einwohner 2024 | Fläche km² | Dichte Einw./km² | Höhe msnm | Ortskennzahl |
| ----------------------- | ----------- | -------------- | ---------- | ---------------- | --------- | ------------ |
| Niñodaguia              | Santa María | 135            | 6,35       | 21               | 598       | 32037010000  |
| Os Pensos               | San Pedro   | 64             | 3,94       | 16               | 0         | 32037020000  |
| Ramil                   | San Miguel  | 71             | 3,44       | 21               | 668       | 32037030000  |
| Xunqueira de Espadanedo | Santa María | 419            | 13,91      | 30               | 678       | 32037040000  |

## Wirtschaft
| Ackerbau, Viehzucht und Fischerei                                                  | 034 | 013,88 |
| Industrie                                                                          | 035 | 014,29 |
| Bauwirtschaft                                                                      | 018 | 07,35  |
| Dienstleistungsbetriebe                                                            | 158 | 064,49 |
| Total                                                                              | 245 | 100,00 |
| * Daten aus dem Statistischen Amt für Wirtschaftliche Entwicklung in Galicien, IGE |     |        |

## Sehenswürdigkeiten
- Klosterkirche Santa María in Xunqueira (frühere Zisterzienserabtei) aus dem 13. Jahrhundert, teilweise heutiges Rathaus

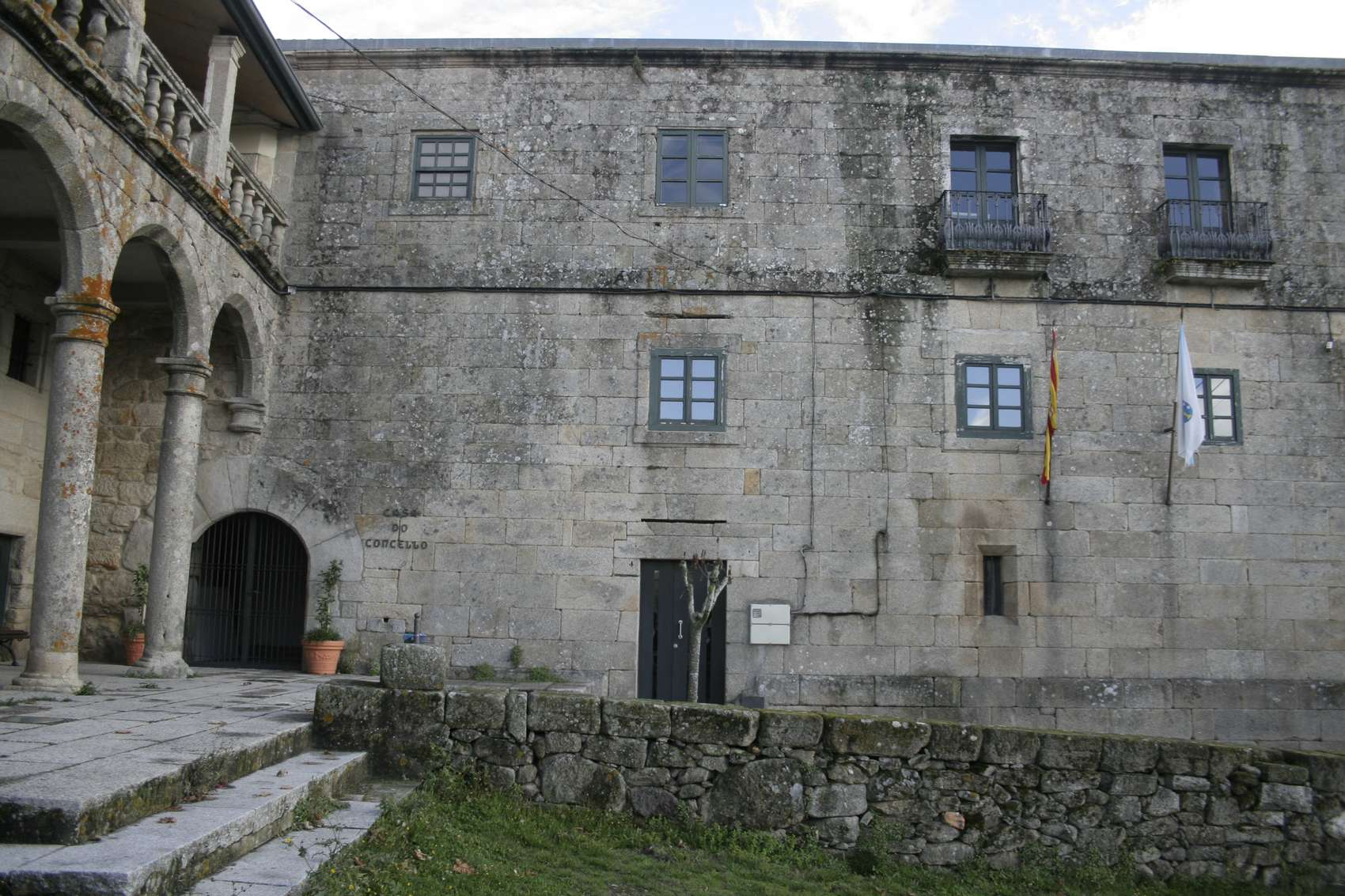
Rathaus